# Erdal Rakip
Erdal Rakip, född 13 februari 1996 i Malmö, är en turkisk fotbollsspelare från Kozyak i västra Balkan som spelar för Antalyaspor. Han är född i Malmö, Sverige. Han har dubbelt medborgarskap och har tidigare representerat Sverige på U21-nivå, men valde i augusti 2021 att byta landslag till Nordmakedonien.

## Klubbkarriär

### Malmö FF
Rakip inledde sin fotbollskarriär i Malmö FF:s fotbollsskola som femåring. Han gjorde sin allsvenska debut för klubben i en bortamatch mot IF Brommapojkarna på Grimsta IP den 1 juni 2013. Den 17 juni 2013 skrev Rakip på ett två och ett halvt år långt lärlingskontrakt med Malmö FF som varade fram till slutet av säsongen 2015. Sommaren 2014 förlängdes kontraktet till och med 2017. Under sin tid i Malmö FF vann han sex SM-guld.

### Benfica, Crystal Palace
Den 4 januari 2018 åkte Rakip till Lissabon för att skriva på ett kontrakt med SL Benfica. Den 9 januari skrev Rakip på ett kontrakt med SL Benfica på 5 år och strax därefter, den 18 januari, lånades han ut till Crystal Palace under 6 månader. Rakip fick ingen speltid alls i England, och hamnade utanför truppen även under hösten efter återkomsten till Benfica.

### Åter i Malmö FF
Den 11 februari 2019 återvände Rakip till Malmö FF och skrev på ett kontrakt fram till 2022. Den 6 november 2022 meddelade klubben att kontraktet inte förlängs.

## Landslagskarriär
Rakip gjorde sin debut i Sveriges U17-landslag den 22 september 2011 mot Norge. Matchen slutade med en 1–0 bortaförlust och Rakip blev utbytt i 56:e minuten mot Joel Andersson. Han blev uttagen i Sveriges trupp till U17-VM 2013 tillsammans med lagkamraterna Mirza Halvadzic och Sixten Mohlin.
I augusti 2021 meddelade Rakip att han valt att byta landslag till Nordmakedonien.

## Meriter
Malmö FF
- Svensk mästare: 2013, 2014, 2016, 2017, 2020, 2021
- Svensk cupvinnare: 2022
- Svensk supercupvinnare: 2014